# Tier du Mont
De Tier du Mont is een 569 meter hoge heuvel in de Waalse gemeente Libramont-Chevigny. Op de heuvel ligt het bos van Séviscourt (Bois de Séviscourt). De heuvel ligt ten zuidwesten van het gehucht Séviscourt en ten noorden van Libramont.